# Jeffrey Rouse
Pour les articles homonymes, voir Rouse.
Jeffrey Norman « Jeff » Rouse, né le 6 décembre 1970 à Fredericksburg en Virginie aux États-Unis, est un nageur américain qui a remporté trois médailles d'or et une médaille d'argent olympiques sur 100 mètres dos et 4 × 100 m 4 nages à l'occasion des Jeux olympiques de 1992 à Barcelone en Espagne et des Jeux olympiques de 1996 à Atlanta aux États-Unis.

## Biographie
En 1991, Jeff Rouse se fait remarquer en remportant deux médailles d'or aux championnats du monde, ce qui lui permet de participer aux Jeux olympiques dès l'année suivante à Barcelone. Lors de cette compétition, il remporte l'or au 4 × 100 m 4 nages en compagnie de Nelson Diebel, Pablo Morales, Jon Olsen, Dave Berkoff, Hans Dersch, Mel Stewart et Matt Biondi ainsi qu'une médaille d'argent sur 100 mètres dos individuel. En 1994, il récolte encore deux médailles aux championnats du monde, soit une d'or, une d'argent. De retour aux Jeux olympiques, mais dans son pays, il remporte deux médailles d'or, une encore une fois au 4 × 100 m 4 nages avec Jeremy Linn, Mark Henderson, Gary Hall Jr., Josh Davis, Kurt Grote, John Hargis et Tripp Schwenk. Son autre médaille d'or est obtenue sur 100 m dos.

## Résultats

### Jeux olympiques
- 1992
  - 2e 100 mètres dos
  - 1er 4 × 100 mètres 4 nages
- 1996
  - 1er 100 mètres dos
  - 1er 4 × 100 mètres 4 nages

### Championnats du monde
- 1991
  - 1er 100 mètres dos
  - 1er 4 × 100 mètres 4 nages
  - 8e 200 mètres dos
- 1994
  - 2e 100 mètres dos
  - 1er 4 × 100 mètres 4 nages